# 2014年美國職棒大聯盟選秀
2014年美國職棒大聯盟選秀為大聯盟第50屆選秀，在美國時間6月5日至7日舉行。Brady Aiken為該年的首輪選秀狀元，不過最後他並未與太空人簽約。

## 第一輪選秀
圖示
|   | 入選明星賽或年度最佳陣容的球員 |
| * | 並未簽約的球員                 |

| 選秀順位 | 球員              | 球隊             | 位置     | 畢業學校                        |
| -------- | ----------------- | ---------------- | -------- | ------------------------------- |
| 1        | 布萊迪·艾肯*      | 休士頓太空人     | 左投     | 大教堂天主教高中                |
| 2        | 泰勒·柯列克       | 邁阿密馬林魚     | 右投     | 薛佛德高中                      |
| 3        | 卡洛斯·羅登       | 芝加哥白襪       | 右投     | 北卡羅來納州立大學              |
| 4        | 凱爾·舒瓦伯       | 芝加哥小熊       | 捕手     | 印第安納大學布魯明頓校區        |
| 5        | 尼克·高登         | 明尼蘇達雙城     | 游擊手   | 奧林比亞高中                    |
| 6        | 艾力克斯·傑克森   | 西雅圖水手       | 外野手   | Rancho Bernardo高中             |
| 7        | 亞倫·諾拉         | 費城費城人       | 右投     | 路易斯安那州立大學              |
| 8        | 凱爾·弗里蘭       | 科羅拉多洛磯     | 左投     | 伊凡斯維爾大學                  |
| 9        | 傑夫·霍夫曼       | 多倫多藍鳥       | 右投     | 東卡羅來納大學                  |
| 10       | 麥可·康佛托       | 紐約大都會       | 外野手   | 俄勒岡州立大學                  |
| 11       | 麥克斯·潘特柯斯特 | 多倫多藍鳥       | 捕手     | 肯尼索州立大學                  |
| 12       | 柯迪·麥戴羅斯     | 密爾瓦基釀酒人   | 左投     | 瓦艾基亞中學                    |
| 13       | 崔亞·特納         | 聖地牙哥教士     | 游擊手   | 北卡羅來納州立大學              |
| 14       | 泰勒·畢德         | 舊金山巨人       | 中外野手 | 范德堡大學                      |
| 15       | 尚恩·紐康姆       | 洛杉磯天使       | 右投     | 哈特福德大學                    |
| 16       | 圖基·圖桑特       | 亞利桑那響尾蛇   | 右投     | Coral Springs Christian Academy |
| 17       | 布蘭登·芬尼根     | 堪薩斯市皇家     | 左投     | 德克薩斯基督教大學              |
| 18       | 艾瑞克·費迪       | 華盛頓國民       | 右投     | 內華達大學拉斯維加斯分校        |
| 19       | 尼克·霍華德       | 辛辛那提紅人     | 右投     | 維吉尼亞大學                    |
| 20       | 卡西·吉拉斯比     | 芝加哥小熊       | 一壘手   | 衛奇塔州立大學                  |
| 21       | 布萊德利·辛默     | 克里夫蘭印地安人 | 外野手   | 舊金山大學                      |
| 22       | 葛蘭特·霍姆斯     | 洛杉磯道奇       | 右投     | 康韋高中                        |
| 23       | 德瑞克·希爾       | 底特律老虎       | 外野手   | 麋鹿林高中                      |
| 24       | 柯爾·塔克         | 匹茲堡海盜       | 游擊手   | 波因特山高中                    |
| 25       | 麥特·查普曼       | 奧克蘭運動家     | 三壘手   | 加州州立大學富勒頓分校          |
| 26       | 麥可·查維斯       | 波士頓紅襪       | 游擊手   | Sprayberry高中                  |
| 27       | 盧克·韋弗         | 聖路易紅雀       | 右投     | 佛羅里達州立大學                |

### 第一輪補充選秀
| 選秀順位 | 球員              | 球隊             | 位置   | 畢業學校     |
| -------- | ----------------- | ---------------- | ------ | ------------ |
| 28       | 佛斯特·葛里芬     | 堪薩斯市皇家     | 左投   | 第一學院     |
| 29       | 艾力克斯·布蘭迪諾 | 辛辛那提紅人     | 三壘手 | 史丹佛大學   |
| 30       | 路易斯·歐提茲     | 德州遊騎兵       | 右投   | 山格高中     |
| 31       | 賈斯特斯·薛菲爾德 | 克里夫蘭印地安人 | 左投   | 圖拉荷馬高中 |
| 32       | 布拉克斯頓·大衛森 | 亞特蘭大勇士     | 外野手 | 拉法耶特高中 |
| 33       | 麥可·柯培克       | 波士頓紅襪       | 右投   | 普里桑山高中 |
| 34       | 傑克·弗萊赫提     | 聖路易紅雀       | 右投   | 哈佛西湖學校 |

### A輪平衡選秀
| 選秀順位 | 球員          | 球隊             | 位置   | 畢業學校          |
| -------- | ------------- | ---------------- | ------ | ----------------- |
| 35       | 佛瑞斯特·沃爾 | 科羅拉多洛磯     | 二壘手 | 橘木基督教學校    |
| 36       | 布萊克·安德森 | 邁阿密馬林魚     | 外野手 | 西勞德戴爾高中    |
| 37       | 德瑞克·費雪   | 休士頓太空人     | 外野手 | 維吉尼亞大學      |
| 38       | 麥克·帕皮     | 克里夫蘭印地安人 | 外野手 | 維吉尼亞大學      |
| 39       | 康納·喬       | 匹茲堡海盜       | 外野手 | 聖地牙哥大學      |
| 40       | 蔡斯·瓦洛特   | 堪薩斯市皇家     | 捕手   | 聖湯瑪斯·摩爾學校 |
| 41       | 雅各·蓋特伍德 | 密爾瓦基釀酒人   | 游擊手 | 克洛維斯高中      |

## 補償選秀
1. ↑  因為沒有簽下菲爾·畢克佛（英语：Phil Bickford）而得到補償選秀
2. ↑  因厄文·桑塔那加入勇士隊而得到補償選秀
3. ↑  因秋信守加入遊騎兵隊而得到補償選秀
4. ↑  因尼爾森·克魯斯加入金鶯隊而得到補償選秀
5. ↑  因烏瓦爾多·希門尼斯加入金鶯隊而得到補償選秀
6. ↑  因布萊恩·麥肯加入洋基隊而得到補償選秀
7. ↑  因雅戈比·艾爾斯布里加入洋基隊而得到補償選秀
8. ↑  因卡洛斯·貝爾川加入洋基隊而得到補償選秀
9. ↑  因球隊沒能簽下麥特·克魯克（英语：Matt Krook）而得到補償選秀
10. ↑  因卡洛斯·貝爾川成為自由球員而得到額外選秀

## 交易選秀
1. ↑  因太空人隊用Bud Norris向金鶯隊換來L. J. Hoes、賈許·海德以及37順位選秀籤
2. ↑  因海盜隊用Bryan Morris向馬林魚隊換來39順位選秀籤

## 其他著名球員
- A·J·瑞德（英语：A. J. Reed）, 第2輪, 42順位被休士頓太空人選走
- 尼克·柏迪（英语：Nick Burdi）, 第2輪, 44順位被明尼蘇達雙城選走
- 尚恩·雷德-佛利（英语：Sean Reid-Foley）, 第2輪, 49順位被多倫多藍鳥選走
- 蒙提·哈里森（英语：Monte Harrison）, 第2輪, 50順位被密爾瓦基釀酒人選走
- 阿拉米斯·賈西亞（英语：Aramis Garcia）, 第2輪, 52順位被舊金山巨人選走
- 安德魯·蘇亞瑞茲, 第2輪, 57順位被華盛頓國民選走,但未簽約
- 艾力士·韋杜戈, 第2輪, 62順位被洛杉磯道奇選走
- 史賓塞·登柏爾, 第2輪, 63順位被底特律老虎選走
- 丹尼爾·葛塞特（英语：Daniel Gossett）, 第2輪, 65順位被奧克蘭運動家選走
- 山姆·崔維斯（英语：Sam Travis）, 第2輪, 67順位被波士頓紅襪選走
- 伊桑·迪亞茲, 第2輪, 70順位被亞利桑那響尾蛇選走
- 小布倫特·杭尼威爾（英语：Brent Honeywell Jr.）, 第2輪, 72順位被坦帕灣光芒選走
- J·D·戴維斯（英语：J. D. Davis）, 第3輪, 75順位被休士頓太空人選走
- 布萊恩·安德森（英语：Brian Anderson (third baseman)）, 第3輪, 76順位被邁阿密馬林魚選走
- 傑斯·弗萊（英语：Jace Fry）, 第3輪, 77順位被芝加哥白襪選走
- 馬克·薩古尼斯（英语：Mark Zagunis）, 第3輪, 78順位被芝加哥小熊選走
- 賽·史尼德, 第3輪, 85順位被密爾瓦基釀酒人選走
- 艾瑞克·史考格隆（英语：Eric Skoglund）, 第3輪, 92順位被堪薩斯市皇家選走
- 鮑比·布萊德利（英语：Bobby Bradley (first baseman)）, 第3輪, 97順位被克里夫蘭印地安人選走
- 葛雷森·格萊納（英语：Grayson Greiner）, 第3輪, 99順位被底特律老虎選走
- 喬丹·路普洛（英语：Jordan Luplow）, 第3輪, 100順位被匹茲堡海盜選走
- 丹尼爾·曼登, 第4輪, 106順位被休士頓太空人選走
- 萊恩·亞布勞（英语：Ryan Yarbrough）, 第4輪, 111順位被西雅圖水手選走
- 羅根·韋伯, 第4輪, 118順位被舊金山巨人選走
- 帕特·康諾頓, 第4輪, 121順位被巴爾的摩金鶯選走
- 喬丹·蒙哥馬利, 第4輪, 122順位被紐約洋基選走
- 布萊特·馬丁（英语：Brett Martin (baseball)）, 第4輪, 126順位被德州遊騎兵選走
- 查德·索波特卡（英语：Chad Sobotka）, 第4輪, 133順位被佛羅里達馬林魚選走
- 奧斯汀·岡柏（英语：Austin Gomber）, 第4輪, 135順位被洛杉磯天使選走
- 丹·艾爾塔維拉（英语：Dan Altavilla）, 第5輪, 141順位被西雅圖水手選走
- 瑞斯·哈斯金斯, 第5輪, 142順位被費城費城人選走
- 蘭恩·湯瑪斯（英语：Lane Thomas）, 第5輪, 144順位被多倫多藍鳥選走
- 山姆·庫恩羅德（英语：Sam Coonrod）, 第5輪, 148順位被舊金山巨人選走
- 傑克·傑威爾（英语：Jake Jewell）, 第5輪, 149順位被洛杉磯天使選走
- 大衛·海斯（英语：David Hess (baseball)）, 第5輪, 151順位被巴爾的摩金鶯選走
- 朱利安·梅利威瑟, 第5輪, 158順位被克里夫蘭印地安人選走
- 希斯·菲爾米爾（英语：Heath Fillmyer）, 第5輪, 162順位被奧克蘭運動家選走
- 布羅克·戴克舒霍恩, 第6輪, 166順位被休士頓太空人選走
- 迪蘭·希斯, 第6輪, 169順位被芝加哥小熊選走
- 坦納·史考特, 第6輪, 181順位被巴爾的摩金鶯選走
- 喬納森·霍爾德（英语：Jonathan Holder）, 第6輪, 182順位被紐約洋基選走
- 荷西·崔維諾, 第6輪, 186順位被德州遊騎兵選走
- 布羅克·史都華（英语：Brock Stewart）, 第6輪, 189順位被洛杉磯道奇選走
- 泰勒·艾普勒, 第6輪, 191順位被匹茲堡海盜選走
- 詹姆斯·諾伍德（英语：James Norwood (baseball)）, 第7輪, 199順位被芝加哥小熊選走
- 布萊德·威克（英语：Brad Wieck）, 第7輪, 205順位被紐約大都會選走
- 奧斯汀·史拉特（英语：Austin Slater）, 第8輪, 238順位被舊金山巨人選走
- 史提維·威爾克森（英语：Stevie Wilkerson）, 第8輪, 241順位被巴爾的摩金鶯選走
- 萊恩·奧赫恩, 第8輪, 243順位被堪薩斯市皇家選走
- 迪隆·彼得斯, 第10輪, 287順位被邁阿密馬林魚選走
- 布蘭登·伍卓夫, 第11輪, 326順位被密爾瓦基釀酒人選走
- 約翰·米恩斯, 第11輪, 331順位被巴爾的摩金鶯選走
- 山本喬丹（英语：Jordan Yamamoto）, 第12輪, 356順位被密爾瓦基釀酒人選走
- 凱文·克隆（英语：Kevin Cron）, 第14輪, 420順位被亞利桑那響尾蛇選走
- 拉蒙·勞瑞亞諾, 第16輪, 466順位被波士頓紅襪選走
- 崔佛·希爾登伯格（英语：Trevor Hildenberger）, 第22輪, 650順位被明尼蘇達雙城選走
- 喬許·詹姆斯（英语：Josh James (baseball)）, 第34輪, 1006順位被休士頓太空人選走
- 保羅·德楊恩, 第38輪, 1151順位被匹茲堡海盜選走,但未簽約

## 外部連結
- MLB.com - 2014 Draft Tracker (all rounds)
- MLB.com - Draft History（页面存档备份，存于）
- Complete draft list from The Baseball Cube database

| 前任： 馬克·艾佩爾 | 選秀狀元 布萊迪·艾肯 | 繼任： 丹斯比·史瓦森 |